# Lijst van nationale parken in Vietnam
Dit is een lijst van nationaal parken in Vietnam.
| Regio             | Naam                             | Openings jaar | Oppervlakte (ha) | Locatie                             |
| ----------------- | -------------------------------- | ------------- | ---------------- | ----------------------------------- |
| Tây Bắc           | Nationaal park Hoàng Liên        | 2002          | 29.845           | Lào Cai                             |
| Đông Bắc          | Nationaal park Ba Bể             | 1992          | 7.610            | Bắc Kạn                             |
| Đông Bắc          | Nationaal park Bái Tử Long       | 2001          | 15.783           | Quảng Ninh                          |
| Đông Bắc          | Nationaal park Xuân Sơn          | 2002          | 15.048           | Phú Thọ                             |
| Đông Bắc          | Nationaal park Tam Đảo           | 1996;         | 36.883           | Vĩnh Phúc, Thái Nguyên, Tuyên Quang |
| Rode rivier Delta | Nationaal park Ba Vì             | 1991          | 7.377            | Hanoi                               |
| Rode rivier Delta | Nationaal park Cát Bà            | 1986          | 15.200           | Hải Phòng                           |
| Rode rivier Delta | Nationaal park Cúc Phương        | 1994          | 22.200           | Ninh Bình, Thanh Hóa, Hòa Bình      |
| Rode rivier Delta | Nationaal park Xuân Thủy         | 2003          | 7.100            | Nam Định                            |
| Bắc Trung Bộ      | Nationaal park Bến En            | 1992          | 16.634           | Thanh Hóa                           |
| Bắc Trung Bộ      | Nationaal park Pù Mát            | 2001          | 91.113           | Nghệ An                             |
| Bắc Trung Bộ      | Nationaal park Vũ Quang          | 2002          | 55.028           | Hà Tĩnh                             |
| Bắc Trung Bộ      | Nationaal park Phong Nha-Kẻ Bàng | 2001;         | 85.754           | Quảng Bình                          |
| Bắc Trung Bộ      | Nationaal park Bạch Mã           | 1991          | 22.030           | Huế                                 |
| Tây Nguyên        | Nationaal park Chư Mom Ray       | 2002          | 56.621           | Kon Tum                             |
| Tây Nguyên        | Nationaal park Kon Ka Kinh       | 2002          | 41.780           | Gia Lai                             |
| Tây Nguyên        | Nationaal park Yok Đôn           | 1991          | 115.545          | Đắk Lắk                             |
| Tây Nguyên        | Nationaal park Chư Yang Sin      | 2002          | 58.947           | Đắk Lắk                             |
| Tây Nguyên        | Nationaal park Bidoup Núi Bà     | 2004;         | 64.800           | Lâm Đồng                            |
| Đông Nam Bộ       | Nationaal park Cát Tiên          | 1992          | 73.878           | Đồng Nai, Bình Phước                |
| Đông Nam Bộ       | Nationaal park Bù Gia Mập        | 2002          | 26.032           | Bình Phước                          |
| Đông Nam Bộ       | Nationaal park Côn Đảo           | 1993          | 15.043           | Bà Rịa-Vũng Tàu                     |
| Đông Nam Bộ       | Nationaal park Lò Gò Xa Mát      | 2002          | 18.765           | Tây Ninh                            |
| Mekong-delta      | Nationaal park Tràm Chim         | 1994          | 7.588            | Đồng Tháp                           |
| Mekong-delta      | Nationaal park U Minh Thượng     | 2002          | 8.053            | Kiên Giang                          |
| Mekong-delta      | Nationaal park Mũi Cà Mau        | 2003          | 41.862           | Cà Mau                              |
| Mekong-delta      | Nationaal park U Minh Hạ         | 2006          | 8.286            | Cà Mau                              |
| Mekong-delta      | Nationaal park Phước Bình        | 2006          | 19.814           | Ninh Thuận                          |
| Mekong-delta      | Nationaal park Núi Chúa          | 2003          | 29.673           | Ninh Thuận                          |
| Mekong-delta      | Nationaal park Phú Quốc          | 2001          | 31.422           | Kiên Giang                          |